# فرائک دیریکس
فرائک دیریکس (انگلیسی: Frauke Dirickx؛ زادهٔ ۳ ژانویهٔ ۱۹۸۰) بازیکن و کاپیتان تیم ملی والیبال زنان بلژیک است.
او ۱۸۶ سانتی‌متر قد دارد.